# 7 krasnoludków – historia prawdziwa
7 krasnoludków – historia prawdziwa (niem. 7 Zwerge – Männer allein im Wald) – niemiecki film komediowy z 2004 roku w reżyserii Svena Unterwaldta. Film swobodnie nawiązuje do baśni braci Grimm Królewna Śnieżka.

## Fabuła
Siedmiu mężczyzn, z których każdy wiele wycierpiał od przedstawicielek płci pięknej, wybiera swoje własne towarzystwo. Za górami, za lasami, cieszą się z członkostwa w ekskluzywnym, męskim klubie. Ze światem łączy ich jedynie most.

## Obsada
| Rola              | Aktor               |
| ----------------- | ------------------- |
| Mądry Bogdan      | Helge Schneider     |
| Dołek             | Boris Aljinovic     |
| Loczek            | Otto Waalkes        |
| Błazen królewski  | Atze Schröder       |
| Czak              | Mirco Nontschew     |
| Wielki Łowczy     | Christian Tramitz   |
| Knedel            | Markus Majowski     |
| Lustro            | Rüdiger Hoffmann    |
| Prezes            | Heinz Hoenig        |
| Czerwony Kapturek | Mavie Hörbiger      |
| Speedy            | Tom Gerhardt        |
| Młotek            | Martin Schneider    |
| Szczycik          | Ralf Schmitz        |
| Arnie             | Norbert Heisterkamp |
| Królewna Śnieżka  | Cosma Shiva Hagen   |
| Królowa           | Nina Hagen          |
| Ślisk             | Hans Werner Olm     |

## Polski dubbing
| Postać                                     | Głos                  |
| ------------------------------------------ | --------------------- |
| Zła Królowa                                | Katarzyna Figura      |
| Królewna Śnieżka                           | Joanna Jabłczyńska    |
| Ślisk                                      | Marcin Troński        |
| Błazen królewski                           | Kuba Wojewódzki       |
| Wielki Łowczy                              | Krzysztof Rutkowski   |
| Wielki Łowczy                              | Paweł Szczesny        |
| Inteligentny Bogdan                        | Bohdan Smoleń         |
| Lustro                                     | Wojciech Paszkowski   |
| Prezes                                     | Cezary Morawski       |
| Czerwony Kapturek                          | Magdalena Królikowska |
| Dołek                                      | Paweł Wilczak         |
| Szczycik                                   | Maciej Stuhr          |
| Knedel/Mama Knedla                         | Robert Makłowicz      |
| Młotek                                     | Zbigniew Suszyński    |
| Czak                                       | Jarosław Boberek      |
| Loczek/Mama Loczka / Tata Loczka / Fanfary | Jerzy Kryszak         |
| Arnie                                      | Piotr Zelt            |
| Narrator                                   | Adam Ferency          |

- Wersja polska: Studio PRL na zlecenie Kino Świat
- Reżyseria: Cezary Morawski
- Dialogi polskie: Jan Jakub Wecsile
- Tłumaczenie: Krystyna Żukowicz
- Nagranie i montaż: Renata Gontarz
- Kierownictwo produkcji: Michał Przybył
- Opracowanie muzyczne: Piotr Gogol
- Piosenki śpiewali: Katarzyna Łaska, Ola Bieńkowska, Michał Rudaś, Krzysztof Pietrzak i Piotr Gogol

## Ekipa
- Reżyseria – Sven Unterwaldt
- Scenariusz – Bernd Eilert, Sven Unterwaldt, Otto Waalkes
- Muzyka – Joja Wendt
- Zdjęcia – Jo Heim
- Scenografia – Christian Bussmann, Bernd Gaebler, Christian Schaefer, Gernot Thöndel
- Produkcja – Otto Waalkes, Bernd Eilert, Douglas Welbat
- Producent wykonawczy – Andreas Schmid